# Сланина
Сланината е животинска мастна тъкан. Силно калорична и бързо засищаща, сланината е била важен хранителен източник на енергия през зимата и е присъствала в диетата на българите от стотици години, ставайки традиционна част от българската трапеза. Консумира се и в други славянски страни.

## Описание
Сланината е свинска или телешка подкожна мастна тъкан от прасета или телета, угоени със специално селектирани фуражи, за постигане на оптимално количество мазнини. Най-подходящата за сланина част от прасето е неговия гръб. Тя трябва да бъде свежа и бяла, съхранява се в дървени съдове, добре осолена.

### Особености
Сланината често се бърка с бекон, който освен мастна тъкан съдържа и месо, взима се от корема на прасето, и има различен вид, състав и вкус. Британският и канадският бекон се взимат от гърба на прасето, но също съдържат основно месо и само тънка ивица сланина.

## Състав
Сланината съдържа основно триглицериди. В свинската сланина могат да бъдат открити витамини от групите А, В3, В4, В5, В6, В12, минерали като натрий, калий, фосфор, магнезий, цинк и селен, аминокиселини като аланин, аргинин, валин, глицин, пролин и треонин и органични киселини като аспаргиновата и глутаминовата.
В състава на телешката сланина има витамини от групите В1, В2, В6, В12, минералите натрий, калий, фосфор, магнезий, цинк и селен, аминокиселини като аланин, фенилаланин, аргинин и глицин и органични киселини – аспаргинова и глутаминова.

## Употреба
Консумира се основно без термична обработка, нарязана на тънки ивици, осолена и подправена, предимно в мезета, ордьоври и сандвичи. Пържените кубчета сланина се наричат пръжки или джумерки. Често се среща и употреба след печене на скара. Също така се използва и за омазняване при печене и пържене на други храни и меса. 